# Angelika Schöttler
Angelika Schöttler (* 5. Januar 1963 in Berlin als Angelika Gleitze) ist eine ehemalige deutsche Kommunalpolitikerin der (SPD). Sie war von 2011 bis 2021 Bezirksbürgermeisterin von Tempelhof-Schöneberg und hier bis 2023 Bezirksstadträtin für Stadtentwicklung und Facility Management.

## Werdegang
Schöttler wuchs im Berliner Ortsteil Schöneberg auf und besuchte zunächst die Sternberg-Grundschule, später die Rückert-Oberschule. 1981 legte sie das Abitur ab und begann im Anschluss eine Ausbildung als Informatikassistentin bei der Schering Aktiengesellschaft.
Nach ihrer bestandenen Prüfung verblieb sie bis 2002 im Unternehmen und studierte nebenbei Informatik an der Technischen Universität Berlin. Das Studium schloss sie schließlich als Diplom-Informatikerin ab.

## Politik
Schöttler ist seit 1982 Mitglied der SPD Berlin und nahezu ununterbrochen auf verschiedenen Parteiebenen aktiv. Zurzeit ist sie Mitglied im Kreisvorstand der SPD Tempelhof-Schöneberg. Von 1993 bis 2020 war sie Vorsitzende der SPD Abteilung Schöneberg-City.
Zudem war sie von 2016 bis 2020 als Landeskassiererin der SPD Berlin auch Mitglied des Landesvorstands.
1989 wurde sie erstmals in die damalige Bezirksverordnetenversammlung Schöneberg gewählt und gehörte ab 1991 dem SPD-Fraktionsvorstand an. 2001 zog sie in die fusionierte Bezirksverordnetenversammlung von Tempelhof-Schöneberg ein und wirkte insbesondere im jugendpolitischen Bereich. Bereits seit 1989 war sie Mitglied im Jugendhilfeausschuss, dessen Vorsitzende sie von 1995 bis 2000 war.
Am 22. Januar 2002 wurde Schöttler erstmals in das Bezirksamt gewählt. Sie übernahm als Bezirksstadträtin die Bereiche Familie, Jugend und Sport.
Nachdem der bisherige Amtsinhaber Ekkehard Band nicht mehr kandidierte, wurde Schöttler am 23. November 2011 zur Bezirksbürgermeisterin gewählt und bei den Wahlen 2016 im Amt bestätigt. Zugleich war sie auch für die Bereiche Finanzen, Personal und Wirtschaftsförderung zuständig.
Nach den Wahlen 2021 verlor die SPD knapp mit 0,1 % im Bezirk Tempelhof-Schöneberg ihre Mehrheit und bildete sodann mit Bündnis 90/Die Grünen eine Zählgemeinschaft. Im neuen Bezirksamt übernahm Schöttler am 17. November 2021 das Amt der Bezirksstadträtin für Stadtentwicklung und Facility Management. Zudem wurde sie zur stellvertretenden Bezirksbürgermeisterin gewählt. Ihr Nachfolger als Bezirksbürgermeister wurde Jörn Oltmann. Nach der Wiederholungswahl zu den Bezirksverordnetenversammlungen im Februar 2023 verlor die Zählgemeinschaft ihre Mehrheit. Schöttler verzichtete freiwillig auf ihr Amt und schied aus dem Gremium aus.

## Privates
Schöttler ist die Tochter des ehemaligen Bezirksbürgermeisters von Berlin-Schöneberg Alfred Gleitze.
Sie ist seit 1992 verheiratet und Mutter von drei Kindern.